# Dimitris Christofi
Dimitris Christofi, auch Demetres Christofi / griechisch Δημήτρης Χριστοφή (* 28. September 1988 in Sotira) ist ein zyprischer Fußballspieler, der seit Saisonbeginn 2023/24 für Ethnikos Achnas spielt.

## Karriere

### Vereine
Aus der Jugendmannschaft von Onisilos Sotira hervorgegangen, rückte Christofi zur Saison 2005/06 in deren Erste Mannschaft auf, machte bereits in der Second Division durch seine Kondition und seinen starken Torschuss auf sich aufmerksam und galt als einer der vielversprechendsten jungen Spieler in Zypern. Er spielt als Flügelstürmer mit Tendenzen zum Mittelstürmer.
Nach zwei Saisons gelangte er in den Nachbarort Paralimni und kam für den dort ansässigen Enosis Neon Paralimni in der zyprischen First Division in der Saison 2007/08 – einschließlich Platzierungsrunde – in insgesamt 36 Punktspielen zum Einsatz, in denen er neun Tore erzielte.
Sein zur Saison 2008/09 erfolgter Vereinswechsel zu Omonia Nikosia mit einer Vertragslaufzeit von vier Jahren, war mit 850.000 € der teuerste Transfer in der Geschichte des zyprischen Fußballs; sein Jahresgehalt von 150.000 € bedeutete ebenfalls zyprischen Rekord. Während seiner Vereinszugehörigkeit hatte er mit 136 Punktspielen, in denen er 26 Tore erzielte, erheblichen Anteil an der Meisterschaft im Jahr 2010; zudem trug er zu zwei Pokalsiegen in den Jahren 2011 und 2012 bei.
Im Juni 2013 wechselte er zum Schweizer Erstligisten FC Sion, mit dem er am Ende seiner zweiten Saison den Schweizer Cup gewann. Von 2015 bis 2020 – zurück auf Zypern – spielte er erneut für Omonia Nikosia, bevor er sich dem Ligakonkurrenten Anorthosis Famagusta anschloss. Zur Saison 2023/24 wurde er vom Erstliganeuling Ethnikos Achnas verpflichtet.

### Nationalmannschaft
Seit seinem Debüt als Nationalspieler am 19. Mai 2008 in Patras, bei der 0:2-Niederlage gegen die Nationalmannschaft Griechenlands, gehört er der Zyprischen Nationalmannschaft an. Sein erstes Länderspieltor erzielte er am 19. November 2008 in Nikosia beim 2:1-Sieg über die Nationalmannschaft Belarus’ mit dem Treffer zum 1:0 in der 29. Minute.

## Erfolge
- Zyprischer Meister 2010
- Zyprischer Pokalsieger 2011, 2012
- Schweizer Cup-Sieger 2015